# Walter Kohn
Pour les articles homonymes, voir Kohn.
Walter Kohn, né le 9 mars 1923 à Vienne en Autriche et mort le 19 avril 2016 à Santa Barbara en Californie, est un physicien autrichien naturalisé américain, d'origine juive. Il est lauréat du prix Nobel de chimie en 1998 « pour ses développements de la théorie de la fonctionnelle de la densité ».

## Biographie
Walter Kohn est le fils de Salomon Kohn, qui avait une affaire de cartes postales artistiques et de Gittel Rappaport. Il émigre en Angleterre au lendemain de l'annexion de l'Autriche par le gouvernement nazi grâce à l'opération Kindertransport mené par le Royaume-Uni, mais ses parents furent assassinés par les nazis. Walter Kohn est envoyé au Canada en juillet 1940 par le gouvernement britannique. Après quelques années de résidence dans le pays, il intègre l'université de Toronto pour ses études de mathématiques conclues par son master en 1946. Il obtient une thèse de physique de l'université Harvard en 1948 avec ses travaux réalisés auprès de Julian Schwinger.
Après un court post-doc fait à Copenhague, il commence sa carrière de chercheur à la Université Carnegie-Mellon de 1950 à 1960. En 1957, refusant la nationalité canadienne, il est naturalisé américain. En 1960, il obtient un poste statutaire à l'Université de Californie à San Diego où il dirigera un chaire de physique jusqu'en 1979. Il devient alors le premier directeur de l'Institut Kavli de physique théorique à Santa Barbara puis en 1984 le directeur du département de physique de l'Université de Californie dans la même ville, où il poursuit sa carrière jusqu'à sa retraite. Il participera dans cette université a l'établissement d'un programme sur l'étude du judaisme.
En 2010, il est professeur émérite de l'université de Californie à Santa Barbara.

## Apports scientifiques
Walter Kohn a joué un rôle important dans le développement de la théorie de la fonctionnelle de la densité, qui a permis d'incorporer des effets de la mécanique quantique dans la densité électronique (plutôt que par sa fonction d'onde). Cette simplification informatique a conduit à de nombreuses explications et est devenue un outil essentiel pour les matériaux électroniques et pour leur structure atomique et moléculaire.
Pour ses travaux, il reçoit en 1998 le prix Nobel de chimie (conjointement à John Pople) « pour son développement de la théorie de la fonctionnelle de la densité ».

## Distinctions
- 1961 : Prix Oliver-E.-Buckley
- 1977 : Prix Davisson–Germer en Physique atomique et science des surfaces (en)
- 1988 : National Medal of Science
- 1991 : médaille Feenberg (de)
- 1997 : Docteur honoris causa de l'Institut Weizmann[4]
- 1998 : Prix Nobel de Chimie avec John Pople
- 1998 : Foreign Member de la Royal Society[5]
- 1998 : médaille d’or Niels-Bohr de l'UNESCO (en)
- 2001 : médaille du centenaire d'Harvard (en)
- 2002 : Prix des trois physiciens
- 2002 : Docteur honoris causa de l'université technique de Dresde[6]
- 2012 : Docteur honoris causa de l'université Harvard[7]
- 2012 : Docteur honoris causa de l'université technique de Vienne[8]